# Libéma Open 2024
Die Libéma Open 2024 waren ein WTA-Tennisturnier der WTA Tour 2024 für Damen und ein ATP-Tennisturnier der ATP Tour 2024 für Herren in Rosmalen in der Gemeinde ’s-Hertogenbosch und fanden zeitgleich vom 10. bis 16. Juni 2024 statt.

## Herrenturnier
→ Hauptartikel: Libéma Open 2024/Herren
→ Qualifikation: Libéma Open 2024/Herren/Qualifikation

## Damenturnier
→ Hauptartikel: Libéma Open 2024/Damen
→ Qualifikation: Libéma Open 2024/Damen/Qualifikation